# Добруджанска фолклорна област
Добруджанската фолклорна област е разположена в географският регион Добруджа и се обхваща област Добрич, област Силистра, и североизточната част на област Варна. Главните и́ градове са Варна, Добрич и Силистра. Териториално Добруджанската фолклорна област е в Североизточна България.
Носиите там главно се състоят от зелена риза, червена пола и бяла вълнена престилка, украсена с избродирани върху нея животни и птици. Може да се добави червен елек с цветя върху ризата. 
Най-популярно хоро е ръка. Основно музиката е 2/4, но за Пайдушката е 5/8, Добруджанския ръченик е 7/8, и за Варненското хоро е 9/8. 
Най-известни певци от региона е Верка Сидерова, Соня Кънчева, Галина Дурмушлийска и Ивелина Колева. 
Най-популярни инструменти е кавал, гайда, и акордеон, които образуват "Добруджанската тройка", най-известния тип на регионални ансамбъл в този регион.